# Crazy (album de Julio Iglesias)
Pour les articles homonymes, voir Crazy.
 (septembre 2017).
Si vous disposez d'ouvrages ou d'articles de référence ou si vous connaissez des sites web de qualité traitant du thème abordé ici, merci de compléter l'article en donnant les références utiles à sa vérifiabilité et en les liant à la section « Notes et références ».
Albums de Julio Iglesias
Anche senza di te
(1992) La Carretera
(1995)
Crazy (en français : « fou ») est un album du chanteur espagnol Julio Iglesias, paru en 1994 chez Columbia Records.
Il contient 10 chansons dont 8 reprises, 6 en duo ou avec un artiste invité.

## Liste des titres
| 1.    | Crazy (avec le saxophoniste Dave Koz (en))                                  | Willie Nelson (1961)                                   | Crazy par Patsy Cline | 3:18 |
| 2.    | Let It Be Me (avec Art Garfunkel)                                           | Pierre Delanoë (1955) / Manny Curtis (adaptation)      | Je t'appartiens par Gilbert Bécaud (également popularisée par The Everly Brothers, Bob Dylan, Nina Simone, Elvis Presley, Willie Nelson, James Brown, etc.) | 3:07 |
| 3.    | Mammy Blue                                                                  | Hubert Giraud (1970)                                   | Mamy Blue par Phil Trim des Pop-Tops (en) | 4:16 |
| 4.    | Fragile (guitare et chœurs par Sting)                                       | Sting (1988)                                           | Fragile par Sting | 4:24 |
| 5.    | Guajira / Oye Como Va                                                       | Tito Puente (1970)                                     | Oye Como Va par Carlos Santana | 3:56 |
| 6.    | When You Tell Me That You Love Me (duo avec Dolly Parton)                   | Albert Hammond, John Bettis (1991)                     | When You Tell Me That You Love Me (en) par Diana Ross | 4:01 |
| 7.    | I Keep Telling Myself                                                       | Albert Hammond, Mark E. Nevin                          | | 4:18 |
| 8.    | Pelo Amor de Uma Mulher (Version portugaise)                                | Danny Daniel / José Martí                              | Por el amor de una mujer | 3:53 |
| 9.    | Caruso (avec Lucio Dalla)                                                   | Lucio Dalla (1986)                                     | Caruso par Lucio Dalla | 5:50 |
| 10.   | Song of Joy (avec le London Symphony Orchestra et l'Ambrosian Opera Chorus) | Ludwig van Beethoven (sur un poème de Schiller) (1785) | Ode à la joie de Beethoven | 4:39 |
| 41:43 |                                                                             |                                                        | |      |

## Certifications
| Région                                                                                                 | Certification | Ventes/Streams |
| --- | ------------- | -------------- |
| Brésil (ABPD)                                                                                          | Platine       | 250 000*       |
| États-Unis (RIAA)                                                                                      | Or            | 500 000^       |
| *Ventes selon la certification ^Mise en rayon selon la certification xNon précisé par la certification |               |                |